# 落慶
落慶（らっけい）とは、寺社などの新築、また修理の完成（落成）を祝うこと、またはその祝いそのものである。

## 起源
「落」とは「落成」のことで、中国で宮廷ができた時の祭りのことであった。これが転じて寺院などを建築し新しく完成したときに転用されて言われるようになった。またその時に執行される式典を落慶法要（らっけいほうよう）、落成慶讃会（らくせいけいさんえ）、落成式（らくせいしき）などという。
落慶法要では、本尊である仏像（または曼荼羅など）を安置し、本尊に魂を入れる儀式として開眼法要を行い、その工事の完成を祝い仏や宗祖、またはその寺院に機縁する祖先などに表白（ひょうびゃく）し、慶賀讃嘆するのが常となっている。
また、このような慶事には、大空に「彩雲」や「日暈」、また「虹」といった吉祥（吉兆）の相がよく現れるといわれる。